# Pertevniyal Sultan
Pertevniyal Sultan (turco ottomano: پرتو نهال سلطان, lett. "discendente della luce"; Romania o Circassia o Kurdistan, 1812 – Istanbul, 5 febbraio 1883), nota anche come Pertevniyal Kadın o Pertevniyal Hanim, è stata una consorte del sultano ottomano Mahmud II e madre e Valide Sultan del sultano Abdülaziz I.

## Origini
Le origini di Pertevniyal sono controverse. Il suo nome originale era Besime ed era nata intorno al 1812, ma le sono attribuite origini rumene, curde o circasse. Prima di essere casualmente notata dal sultano ottomano Mahmud II e diventare una delle sue consorti lavorava in un hammam.
Entrata nell'harem, le venne inizialmente attribuito il titolo di "Seconda Ikbal" e, dopo aver avuto dato al sultano un figlio, Abdülaziz, uno dei due figli di Mahmud sopravvissuti, di "Quinta Kadın". Oltre al futuro sultano Abdülaziz I ebbe, secondo alcune fonti, anche un secondo figlio, Şehzade Nizameddin, che altri attribuiscono alla consorte Tiryal Hanım.
Nel 1839 Mahmud II morì e Abdülmecid I, figlio di Bezmiâlem Kadın e fratellastro maggiore di Abdülaziz, salì al trono. Pertevniyal e suo figlio di nove anni vennero sistemati in lussuosi appartamenti nel Palazzo Beşiktaş: per la prima volta dopo due secoli la concubina di un sultano defunto non venne confinata nel Palazzo Vecchio e un principe ottomano non venne rinchiuso nel Kafes.

## Valide Sultan

### Ascesa di Abdülaziz
Alla morte di Abdülmecid nel 1861, Abdülaziz salì al trono e Pertevniyal divenne Valide Sultan. Fu l'ultima Valide Sultan di origine schiava.
L'ascesa di Abdülaziz fu controversa. Infatti, Pertevniyal temeva che il futuro Murad V, figlio di Abdülmecid, potesse usurpare il trono con l'aiuto della madre, Şevkefza Kadın, che Pertevniyal odiava, della consorte Servetseza Kadin, che amava Murad come un figlio, dell'ancella Nakşifend Kalfa e di una fazione di membri del governo e dell'esercito sua partigiana, avendo sentito voci a proposito. Non si sa quanto ci fosse di vero nel complotto e, se reale, se Murad ne fosse a conoscenza o attivamente coinvolto. Nella sua stanza vennero ritrovate decine di statuette decapitate e trafitte da spilli, con sopra incisi i nomi di Murad e Şevkefza, e durante il suo mandato come Valide Sultan negò loro ogni richiesta, compresi i fondi finanziari, oltre a prendere in odio tutti quelli che reputava coinvolti nella cosa.
La notte in cui Abdülmecid morì e il Gran Visir, il Kapudan e l'Aga dell'esercito vennero a prelevare Abdülaziz per condurlo a Palazzo Dolmabahçe e poi al Topkapi per incoronarlo Pertevniyal temette che volessero invece imprigionarlo o giustiziarlo e insistette per andare con loro.

### Influenza su Abdülaziz
Pertevniyal fu influente come Valide Sultan, ma le sue scarse qualità e i suoi difetti, uniti al carattere capriccioso e instabile del figlio, ne accelerarono la deposizione.
Le fonti sono concordi nel tracciare un ritratto molto negativo di Pertevniyal sia come politica che come persona, giudicandola, fra le altre cose, possessiva, rozza, avida, poco accorta in politica e ignorante, e riportano diversi episodi emblematici.
Con il suo comportamento avventato contribuì a diffondere le voci sull'instabilità di suo figlio. Credendo infatti che fosse vittima di una maledizione, assunse dei şeyhs per contrastarla: fece leggere per lui una preghiera speciale in alcune moschee imperiali durante il sermone del venerdì (hütbe) e così rese pubbliche le preoccupazioni per la salute mentale del figlio.
Quando Abdulaziz fece il suo viaggio in Europa, Pertevniyal era preoccupata per lui e quando, sulla via del ritorno, si fermò a Ruse, in Bulgaria, con l'intenzione di passarvi un mese per conoscere il paese e stringere legami con Midhat Pascià, governatore della regione, Pertevniyal gli scrisse per ordinargli di tornare a casa immediatamente e Abdülaziz I obbedì, screditandoli agli occhi della corte.
Pertevniyal contribuì a destabilizzare il governo intromettendosi in politica senza avere le qualità per farlo. Si alleò con Mahmud Nedim Pascià, uomo servile e incapace la cui incompetenza svuotò le casse del tesoro e, come scoprì il suo successore, lo stesso Midhat Pascià, si appropriò indebitamente di oltre 100.000 lire turche, che spartì con la Valide Sultan. Ciononostante, Pertevniyal continuò a sostenerlo e riuscì a reintegrarlo al suo posto, salvo pentirsene e cercare l'aiuto di Midhat quando si iniziò a preparare la deposizione di Abdülaziz, chiedendogli di aiutare il figlio a salvare il trono, ma a quel punto era tardi e né Midhat né altri osarono consigliare il nevrotico sovrano.
Inoltre, come Valide Sultan, continuò a inviare ragazze schiave per l'harem del figlio, malgrado la pratica fosse stata ormai abolita anche nell'Impero a causa della pressione europea.
Quando Murad V, ancora principe, mise incinta una delle sue concubine, Şayan Hanim, violando le regole, Pertevniyal ordinò che la ragazza venisse fatta abortire, ma Murad cercò l'aiuto del fratello, chiedendo pietà. Avendo Abdülaziz fatto la stessa cosa durante i suoi anni principeschi ed essendo stato perdonato da Abdülmecid, consenti al bambino di nascere. Şayan Hanim divenne quindi madre di Hatice Sultan e, quando Murad ascese al trono, una delle sue consorti.
Nel 1868, l'Imperatrice Eugenia di Francia, che accompagnava il marito, Napoleone III, visito l'harem. Pertevniyal si mostrò sgradevole con lei e, a seconda della fonte, la schiaffeggiò, spintonò, colpì allo stomaco con un pugno o la colpì col ventaglio.
Nel 1869 incontrò anche la principessa Alessandra del Galles, moglie del futuro Edoardo VII.
Queste visite resero popolare la moda europea a Istanbul.
Oltre che dal governo, Pertevniyal era odiata anche dai suoi servi e non era apprezzata dagli stranieri. In particolare, l'inglese Fanny Davies la descrive in maniera particolarmente negativa nel suo libro The ottoman ladies.
L'unica persona con cui sembra fosse in buoni rapporti era Hoshiyar Qadin, madre di Isma'il,  che Pertevniyal aiutò in una questione dinastica. Le due si ospitarono reciprocamente nei loro palazzi.

## Patrona dell'architettura
Pertevniyal fu l'ultima Valide Sultan a occuparsi di filantropia, architettura e a costruire una moschea.
Fondò una scuola e una moschea, la Pertevniyal Valide Sultan, nel 1872. Costruì inoltre ospedali, scuole di medicina, quartieri navali moderni, da cui uscì la prima corazzata ottomana, istituzioni benefiche e fontane.

## Ultimi anni
Nel 1876 Abdülaziz fu deposto. Morì pochi giorni dopo, ufficialmente suicida. Pertevniyal accusò il colpo e visse il resto dei suoi giorni in isolamento, prima a Palazzo Topkapi e poi a Ortaköy, preda di attacchi isterici in cui urlava che voleva giustizia per suo figlio.
Ebbe una brutta relazioni con Murad V, erede e nipote di Abdülaziz, e con sua madre Şevkefza Sultan, mentre era amata da Abdülhamid II.
Murad V ordinò che venissero confiscati tutti i gioielli, l'oro e il denaro di Pertevniyal. In tutto, furono raccolti dodici casse, ognuna portata da otto uomini tanto erano pesanti.
Dopo un tentativo di ribellione condotto da Hasan Pasha, Pertevniyal fu accusata di esserne coinvolta e venne completamente isolata, impedendole ogni comunicazione con l'esterno. Cercò di supplicare Şevkefza Sultan perché intervenisse a suo favore, ma la nuova Valide Sultan, che ricambiava l'astio che Pertevniyal le aveva sempre mostrato, le negò ogni favore.
Tuttavia, quando Abdülhamid II, che la considerava sua nonna, salì al trono venne trasferita in una comoda villa a Ortaköy, dove il sultano la visitava ogni giorno e dove poté dedicarsi all'educazione dei bambini destinati a entrare a palazzo, fra cui Müşfika Kadın, una delle consorti di Abdülhamid II.

## Morte
Pertevniyal Sultan morì il 5 febbraio 1883 a Istanbul e venne sepolta nella moschea che aveva fondato.

## Discendenza
Da Mahmud II, Pertevniyal ebbe almeno un figlio:
- Abdülaziz I (18 febbraio 1830 - 4 giugno 1876). 32º Sultano dell'Impero ottomano.

Inoltre, secondo alcune fonti, era anche madre di: 
- Şehzade Nizameddin (29 dicembre 1833 - marzo 1838). Secondo altre era invece figlio di Tiriyal Hanim.